# Немнирлаг
Немнирлаг (Немны́рский исправи́тельно-трудово́й ла́герь, укр. Немнирський виправно-трудовий табір) — підрозділ, що діяв у складі Головного управління виправно-трудових таборів Народного комісаріату внутрішніх справ СРСР.

## Історія
Немнирлаг був організований 29 листопада 1951 року. Управління табору спочатку розташовувалося у селищі Чульман, а пізніше у селищі Томмот (Якутська АРСР). В оперативному командуванні табір підпорядковувався Головному управлінню слюдяної промисловості. 
Максимальна одночасна кількість в'язнів досягала 2400 осіб (станом на 1 червня 1952 року).
Немнирлаг завершив своє існування 29 квітня 1953 року.

## Виробництво
Основним видом виробничої діяльності ув'язнених був видобуток слюди, будівничі та сільськогосподарські роботи.